# 대철중학교
대철중학교(大喆中學校)는 대한민국 충청남도 서산시 운산면 갈산리에 있는 사립 중학교이다.

## 학교 연혁
- 1956년 9월 24일 : 학교법인 천주교 대전교구 대지학원 설립, 이사장 노기남 주교
- 1958년 2월 13일 : 대철중학교 설립 인가(남녀공학 6학급) 설립자 유인성 신부
- 1958년 3월 1일 : 초대 교장 이운용 취임
- 1958년 3월 8일 : 개교 및 제1회 입학
- 1961년 3월 16일 : 제1회 졸업식 (39명)
- 1995년 12월 20일 : 신축교사 준공식
- 2004년 2월 10일 : 대철관 건립 완공
- 2013년 3월 1일 : 선진형 교과교실제 운영학교
- 2017년 1월 5일 : 김종수 주교 이사장 취임
- 2018년 3월 1일 : 혁신학교 운영학교
- 2024년 1월 8일 : 제64회 졸업식(27명) (총 졸업생 9,025명)
- 2024년 3월 1일 : 제16대 김우선(마리 휠리아) 수녀 교장 취임
- 2024년 3월 4일 : 2024학년도 입학식(39명) 6학급(96명)

## 참고 자료
- 대철중학교 - 한국교육학술정보원 학교알리미